# Alexandra Gärtner
Alexandra Gärtner (* 13. August 1973 in Bremen) ist eine ehemalige deutsche Fußballspielerin.

## Karriere
Gärtner gelangte 2001 vom TV Jahn Delmenhorst zum Hamburger SV, dem sie bis 2008 als Abwehrspielerin angehörte. Sie spielte – bis auf die Saison 2002/03 – ausschließlich in der Bundesliga. Ihr Debüt gab sie am 24. Februar 2002 (12. Spieltag) bei der 0:2-Niederlage im Heimspiel gegen den FFC Brauweiler Pulheim.
Ihr einziges Finale bestritt sie am 11. Mai 2002 im Olympiastadion Berlin gegen den 1. FFC Frankfurt; die vor 20.000 Zuschauern ausgetragene Begegnung um den Vereinspokal, in der sie 90 Minuten lang mitwirkte, wurde mit 0:5 verloren.
Nachdem sie mit ihrem Verein als Meister aus der Regionalliga Nord und der sich anschließenden Aufstiegsrunde zur Bundesliga 2003/04 als Gruppenzweiter hervorgegangen war, kam sie in allen Saisonspielen zum Einsatz und erzielte ihr erstes von nur zwei Toren in insgesamt 109 Punktspielen am 23. November 2003 (8. Spieltag) beim 5:1-Sieg im Heimspiel gegen den SC Freiburg mit dem Treffer zum 4:1 in der 84. Minute. Sie kam ferner im WM-Überbrückungsturnier 2003 in drei Spielen der Gruppe 1 zum Einsatz.

## Erfolge
- Meister Regionalliga Nord 2003
- DFB-Pokal-Finalist 2002